# Parco nazionale del Mercantour
Il parco nazionale del Mercantour è uno dei nove parchi nazionali della Francia, situato nei dipartimenti delle Alpi Marittime e delle Alpi dell'Alta Provenza.

## Storia
Per proteggere la fauna, i territori centrali del massiccio del Mercantour sono stati nel 1859 classificati "riserva reale di caccia" dal re sabaudo Vittorio Emanuele II; in seguito nel 1946 sono stati classificati riserva di caccia per decreto prefettizio e nel 1953 per decreto ministeriale.
Il parco nazionale è stato creato nel 1979. Dal 1987 è stato gemellato con il confinante parco regionale italiano parco naturale delle Alpi Marittime (sul massiccio dell'Argentera). Con quest'ultimo è allo studio il progetto di un parco europeo.
Nel 1993 il parco è stato insignito del diploma europeo delle aree protette.

## Geografia

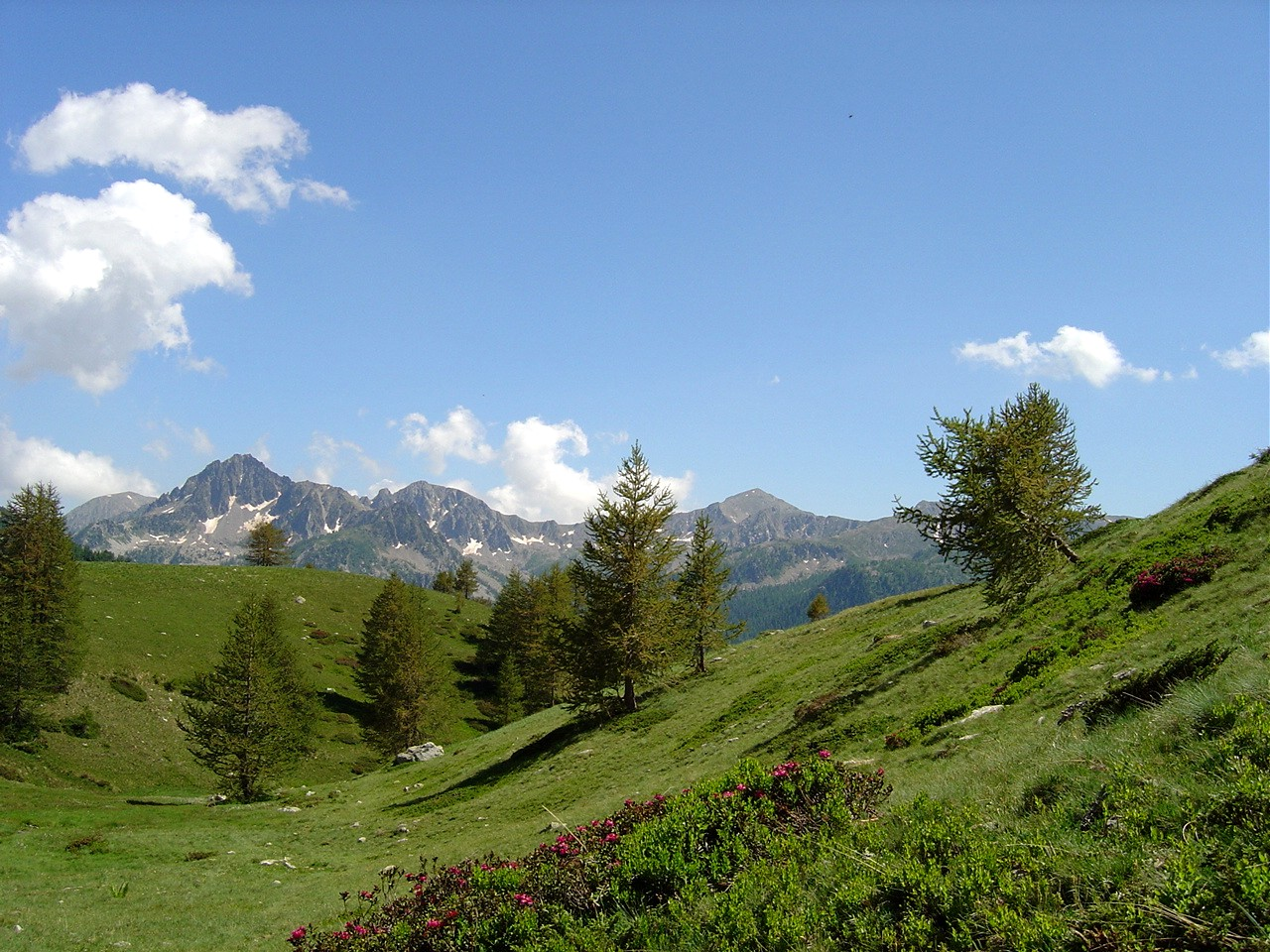
Valle de Mollières, parco nazionale del Mercantour

Il territorio del parco nazionale del Mercantour si estende su due dipartimenti, 28 comuni, 68.500 ettari nella zona centrale e 136.500 ettari nella zona periferica. Il punto più elevato è il monte Gelàs a 3.143 m.
Otto vallate principali compongono il parco:
- valle del Roia
- Valle del Bevera
- Valle della Vesubia
- Valle della Tinea
- Valle del Cians
- Valle del Varo
- Valle dell'Ubaia
- Valle del Verdon

Il territorio del parco nazionale si trova all'interno di 28 comuni:
22 comuni nelle Alpi marittime:
Belvédère, Beuil, La Bollène-Vésubie, Breil-sur-Roya, Châteauneuf-d'Entraunes, Entraunes, Fontan, Guillaumes, Isola, molinetto, Péone, Rimplas, Roubion, Roure, Saint-Dalmas-le-Selvage, Saint-Étienne-de-Tinée, Saint-Martin-Vésubie, Saint-Sauveur-sur-Tinée, Saorgio, Sospello, Tenda, Valdeblore.
5 comuni nelle Alpi dell'Alta Provenza:
Allos, Colmars-les-Alpes, Jausiers, Larche, Meyronnes, Uvernet-Fours.
Il nucleo centrale del massiccio del Mercantour, nel nord-est, lungo la linea di frontiera, è costituito di rocce cristalline. È attorniato da rocce sedimentarie.
Numerosi ghiacciai (come quello sulla cima del Gelàs, sul monte Clapier o nei pressi del lago d'Allos, ai piedi del monte Pelat) ricoprivano le alture del massiccio fino all'inizio del XX secolo. Con l'azione di erosione dei torrenti, essi hanno profondamente segnato la morfologia dei rilievi e delle valli.

## Ambiente

### Flora
Per la grande varietà di terreno e di clima (influenza congiunta delle Alpi e del mar Mediterraneo) il parco possiede più di 2.000 specie di piante di cui più di 40 sono endemiche,  come alcune sassifragacee o orchidacee.
I fianchi delle montagne sono popolate da alberi a foglia larga (roverella, pino silvestre, leccio) e conifere (abete, pino,  e poi larice e pino cembro).

### Fauna

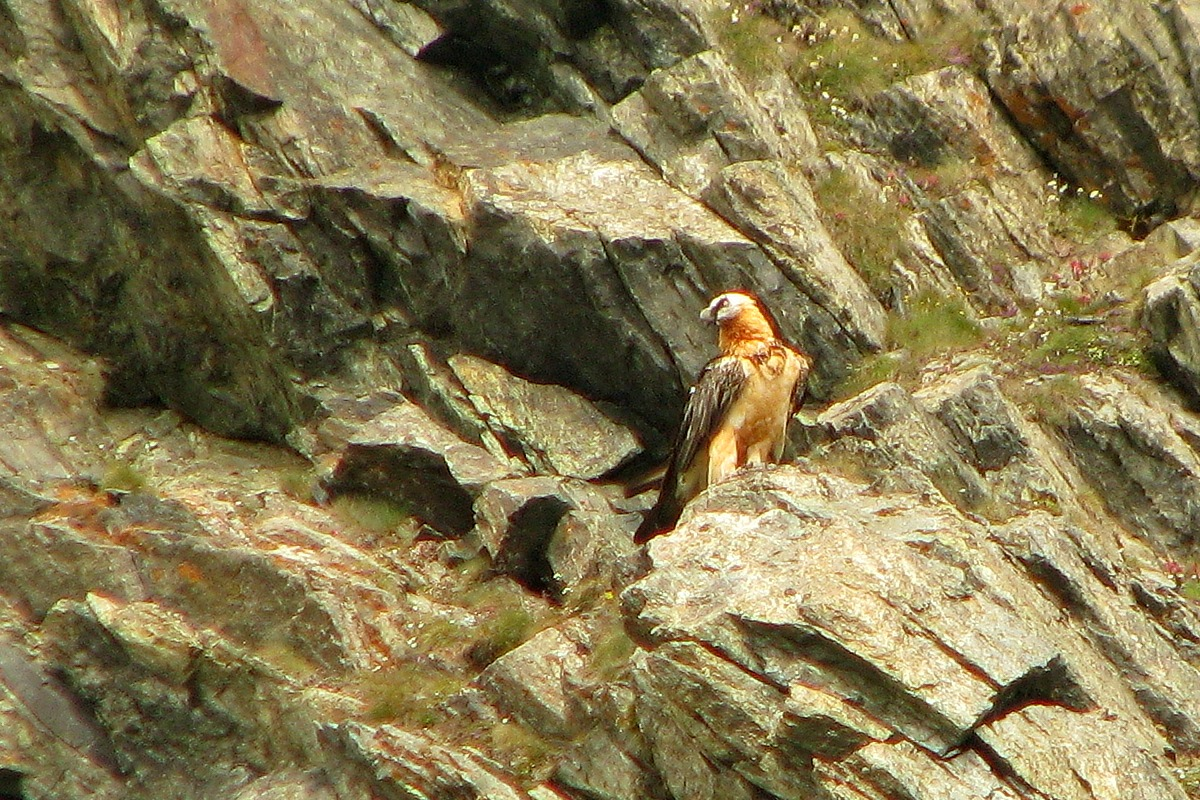
Avvoltoio gipeto

Grazie a l'istituzione del parco nazionale, molti animali che hanno corso il rischio di scomparire, frequentano di nuovo le montagne del Mercantour. Protetti dagli statuti del parco, oggi vi prosperano cervi, cinghiali, caprioli, stambecchi (1.100 capi), camosci (più di 8.000 capi)  e mufloni (qui introdotti dalla Corsica, nel 1949).
Nel cielo o sulla terra, è possibile osservare il gipeto (reintrodotto nel parco nel 1993), l'aquila reale, il fagiano di monte, la pernice, ma anche in altitudine il gracchio alpino oppure il gracchio corallino.
L'amministrazione del parco ha avuto anche il pesante compito di favorire il ritorno dei lupi appenninici giunti in modo naturale dalle confinanti regioni italiane.

La rapida espansione dell'areale del lupo appenninico Canis lupus italicus dall'Italia alla Francia: il Parco nazionale del Mercantour è stato il primo luogo in Francia che ha visto il ritorno del lupo. Fonte: Office national de la chasse et de la faune sauvage

## Attrazioni turistiche
Il parco riscuote sempre maggior interesse e le visite annuali superano le 800.000 per le escursioni, l'alpinismo e lo sci alpinismo, ecc.
I luoghi più visitati sono:
- la valle delle Meraviglie con le sue 40.000 incisioni rupestri;
- il lago d'Allos, il più grande lago naturale d'altitudine in Europa;
- il Boréon per la sua atmosfera subalpina (foresta di larici) ed alpina.

Il parco possiede 600 km di sentieri segnati, tra cui il GR 5, il GR 52A ed il GR 56.